# Éclair vivant
Pour les articles homonymes, voir Lightning.
Miguel Santos, alias l’Éclair vivant (« Living Lightning » en VO) est un super-héros évoluant dans l'univers Marvel de la maison d'édition Marvel Comics. Créé par les scénaristes Dann et Roy Thomas et le dessinateur Paul Ryan, le personnage de fiction apparaît pour la première fois dans le comic book West Coast Avengers #63 en octobre 1990.

## Biographie du personnage

### Origines
Miguel Santos est le fils de Carlos Santos, un terroriste dont le groupe tenta de prendre le contrôle de l'esprit de Hulk. Dans leur tentative, Carlos est tué. Miguel, voulant en apprendre plus sur le passé de son père, s'infiltre dans la base de la Légion de l’éclair. À la suite d'une maladresse, il met une machine en route et est transformé en éclair vivant.
Confus, il combat les Vengeurs de la Côte Ouest mais est apparemment tué lors de la bataille.

### Parcours
On le revoit plus tard bien vivant, sous les ordres du Docteur Demonicus, le chef des Seigneurs du Pacifique. Il se range du côté des Vengeurs et devient membre réserviste de l'équipe, puis reprend ses études peu avant la dissolution de l'équipe de la Côte ouest.
On le revoit aux côtés de Captain America combattre le gouvernement américain. On apprend également qu'il est gay,.
Il fait désormais partie du projet Initiative, rejoignant le projet du Texas avec l'équipe des Rangers.

## Pouvoirs et capacités
Sans son costume spécial, Miguel Santos est un être constitué de plasma électrique. Sous cette forme sans masse, il n'a pas de force physique mais peut voler à haute vitesse comme une boule de foudre, survivre dans l'espace et résister à la plupart des attaques conventionnelles.
Avec son costume spécial, il peut reprendre forme humaine. Il ne craint pas l'électricité et peut même la manipuler, sous la forme d'arcs foudroyants, ou de barrières.
En complément de ses pouvoirs, il connaît les rudiments du combat de rue.